# Tupynambás Futebol Clube
Tupynambás Futebol Clube é uma agremiação esportiva da cidade de Juiz de Fora, no estado de Minas Gerais, fundada a 15 de agosto de 1911. O clube manda partidas no Estádio Municipal Radialista Mário Helênio, com capacidade liberada para 31.863 pessoas.
O principal rival do Tupynambás é o Tupi, com quem realiza o clássico Tu-Tu. Também mantém acesa rivalidade com o Sport Club Juiz de Fora e junto com esses dois clubes o Tupynambás forma o Trio de Ferro do futebol juizforano.

### Ingresso Colorido
Em 1990, a prefeitura de Juiz de Fora abraçou a ideia do jornalista Márcio Guerra e lançou no torneio quadrangular de aniversário da cidade o “Ingresso Colorido”, com a finalidade de saber qual a maior torcida da cidade. Os torcedores do Tupynambás compravam ingressos vermelho; do Sport, verde e do Tupi, preto. O torneio que também contou com a participação do Olympic, de Barbacena, foi vencido pelo Tupi em uma disputa de pênaltis contra o Tupynambás. Já o Baeta (apelido do Tupynambás) venceu a disputa pela maior torcida de Juiz de Fora.
Segundo o Geraldo Magela, atualmente jornalista, a torcida do Tupynambás talvez não seja a maior, mas certamente a mais presente. Porém esta realidade está se modificando, já que o trabalho com futebol do Baeta não teve continuidade e por isso sua torcida não se renovou. E como o Tupi se mantém no cenário esportivo, é, hoje, o clube com maior torcida da cidade.

### Volta ao profissional
O clube voltou as atividades em 2007, quando tentou, sem sucesso, obter uma vaga no Campeonato Mineiro do Módulo II (Segunda Divisão). A agremiação contou com o experiente atacante Euller, o "filho do vento" durante esta empreitada. Ficou na 8ª posição, perdendo a classificação na última rodada para o Poços de Caldas, numa derrota por   1-0 fora de casa.
O Baeta ainda teve o artilheiro da competição, Renato Santiago com 12 gols. O mesmo jogador foi o autor do primeiro gol da história do Leão do Poço Rico no Estádio Municipal.

### 2016: Novo retorno e acesso ao Módulo II
Em maio de 2016, o Tupynambás anunciou oficialmente seu retorno ao futebol profissional para disputa da Segunda Divisão do Campeonato Mineiro, que equivale à terceira divisão do estado. O Baeta voltou ao futebol pelas mãos do empresário Alberto Simão, responsável por ser o gestor do projeto. A estréia na Segundona Mineira foi no dia 31 de julho de 2016, em Juiz de Fora, com vitória do time juizforano por 2 a 1, sobre o Ponte Nova. O Baeta contratou Ademilson, ex-Tupi, que foi um dos artilheiros do time na segundona do Mineiro, com 9 gols marcados, se tornando o maior artilheiro do Estadio radialista Mário Helênio com 50 gols marcados.

### 2017/2018: Módulo II e acesso ao Módulo I
Em 2017 o Baeta disputou o Módulo II,e se classificou para o Hexagonal final com o 2º lugar. No Hexagonal final o clube só conseguiu 1 vitória em 10 jogos e acabou terminando o campeonato no 6º lugar. Em 2018 o Baeta, se classificou para a Semifinal com o 3º lugar. Na semifinal empatou o primeiro jogo sem gols com o América de Teófilo Otoni, obrigando a equipe a vencer no segundo jogo por 2 a 1 e garantindo acesso ao Campeonato Mineiro de Futebol de 2019 - Módulo I junto com o Guarani-MG.